# Théâtre national de Chaillot
Théâtre National de Chaillot (svenska: Chaillots nationalteater) är en teater belägen vid Trocadéro i Paris sextonde arrondissement. Théâtre National de Chaillot är en av de största konserthallarna i Paris, och ligger i närheten av både Eiffeltornet och Jardins du Trocadéro. Den har länge förknippats med populära teateruppsättningar och  är särskilt förknippad med stjärnor såsom Jean Vilar och Antoine Vitez. 1975 valde Franska kulturministeriet fram teatern som en av Paris fyra nationalteatrar.

## Regissörer

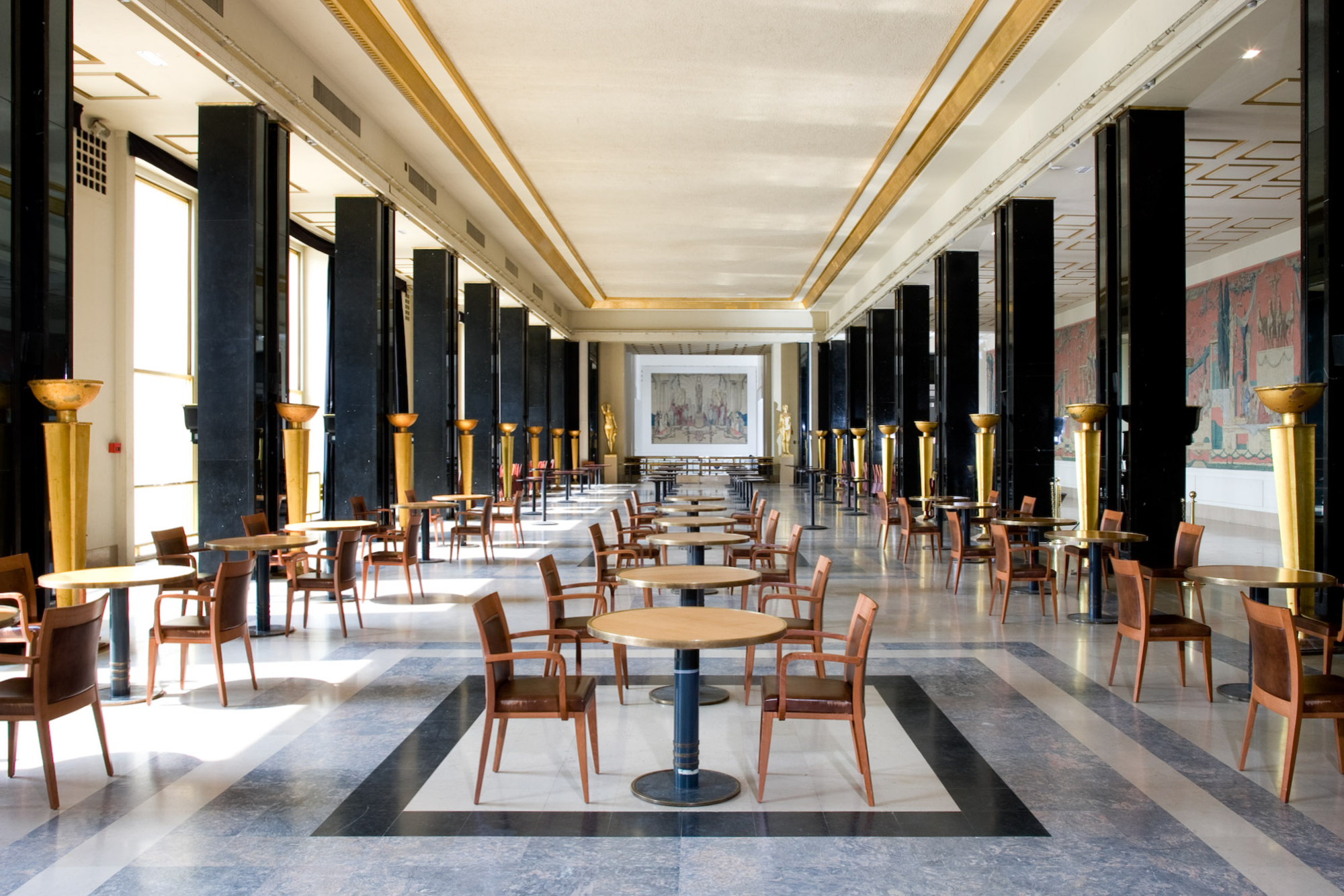
Stora foajén vid Théâtre National de Chaillot.

Regissörer vid gamla teatern (riven 1935):
- 1920–1933: Firmin Gemier
- 1933–1935: Albert Fourtier

Regissörer vid den nya teatern (återuppbyggd 1937):
- 1938–1939: Paul Abram
- 1941–1951: Pierre Aldebert
- 1951–1963: Jean Vilar
- 1963–1972: Georges Wilson
- 1973–1974: Jack Lang
- 1974–1981: Andre-Louis Périnetti
- 1981–1988: Antoine Vitez
- 1988–2000: Jérôme Savary
- 2000–2008: Ariel Goldenberg
- 2008–2011: Jose Montalvo and Dominique Hervieu
- 2011–idag: Didier Deschamps